# 16087 Rhythmgarg
A 16087 Rhythmgarg (ideiglenes jelöléssel (16087) 1999 TR102) a Naprendszer kisbolygóövében található aszteroida. A LINEAR projekt keretében fedezték fel 1999. október 2-án.